# Heterocaryum echinophorum
Heterocaryum echinophorum là loài thực vật có hoa trong họ Mồ hôi. Loài này được (Pall.) Brand mô tả khoa học đầu tiên năm 1931.